# Gembeck
Gembeck ist ein Ortsteil in der Gemeinde Twistetal im nordhessischen Landkreis Waldeck-Frankenberg. Sie ist der höchstgelegene Ortsteil der Gemeinde.

## Geographie
Gembeck liegt idyllisch im Seendreieck Edersee, Twistesee und Diemelsee. Nur 5 km nördlich befindet sich die westfälische Grenze. Die höchsten Erhebungen sind im Nordwesten des Ortes der „Soldatenbusch“ (438 m über NN), im Süden der „Mühlenberge“ (434 m) und „Am Köppel“ im Nordosten. Westlich von Gembeck ist die Wüstung Dödinghausen.

## Geschichte

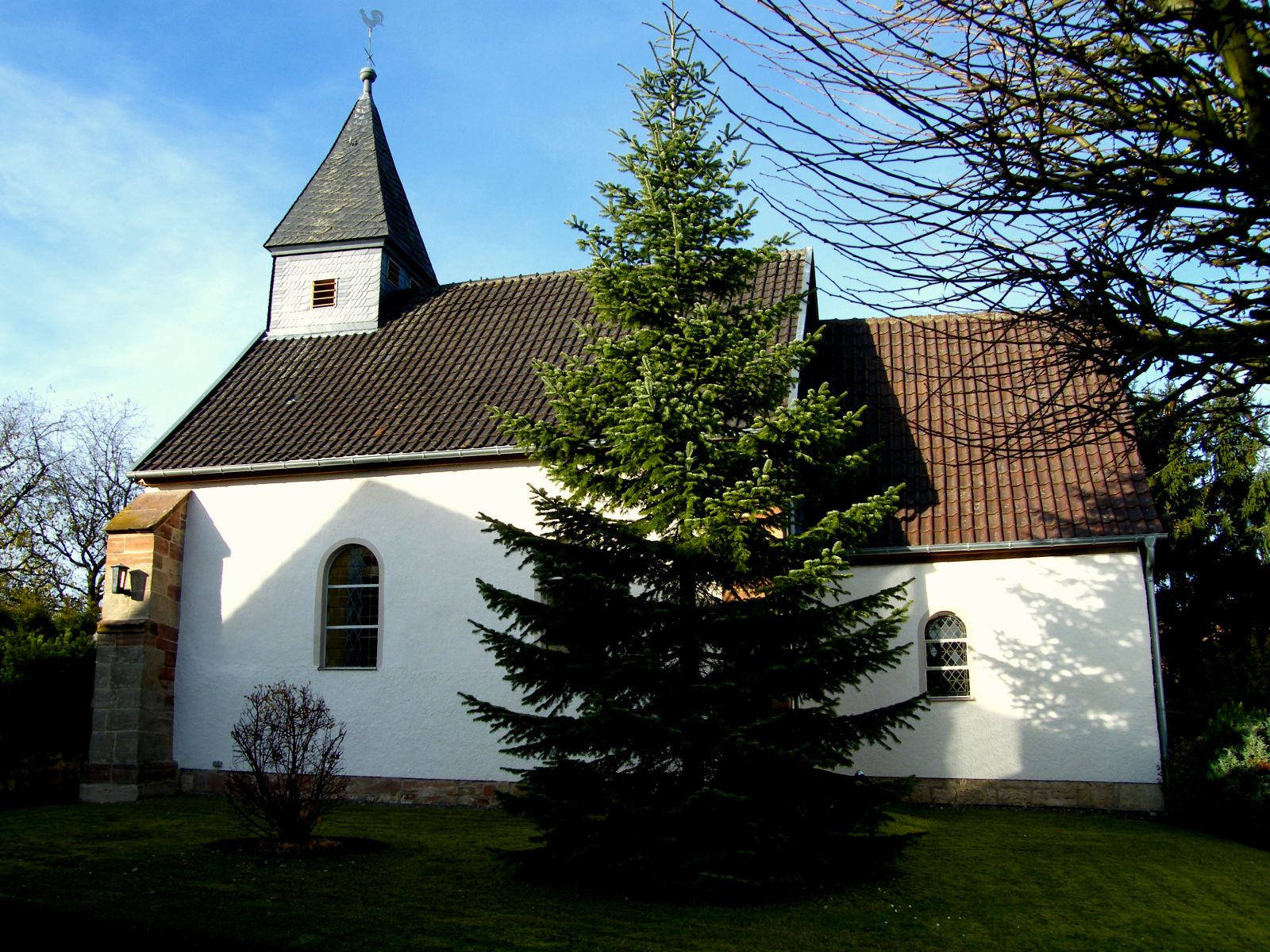
Kirche Gembeck

### Ortsgeschichte
Anno 940 wird in einer Urkunde erwähnt, dass Gembeck zur Abgabe des Zehnten an das Kloster Corvey verpflichtet sei. 1011 wird der Ort mit dem Namen „Gambiki“ im Besitz des Bischofs Meinwerk zu Paderborn  erwähnt. Zum Ort gehören noch der Gutshof Frederinghausen und die Domäne Obergembeck. In der Nähe liegen die Städte Bad Arolsen und Korbach. Gembeck pflegt eine historische Freundschaft zur ebenfalls in Waldeck liegenden Bergstadt Landau. Um 1168 wird die Kirche gebaut.
Hessische Gebietsreform (1970–1977)
Zum 1. Januar 1974 wurde Gembeck im Zuge der Gebietsreform in Hessen kraft Landesgesetz in die Gemeinde Twistetal eingegliedert.
Der Verwaltungssitz befindet sich in Twiste. Heute ist in einem ehemaligen Gutshaus die Gemeindeverwaltung der Gemeinde Twistetal untergebracht. Für alle im Zuge der Gebietsreform nach Twistetal eingegliederten Gemeinden wurden Ortsbezirke mit Ortsbeirat und Ortsvorsteher nach der Hessischen Gemeindeordnung gebildet.

### Verwaltungsgeschichte im Überblick
Die folgende Liste zeigt die Staaten bzw. Herrschaftsgebiete und deren untergeordnete Verwaltungseinheiten, in denen Gembeck lag:
- 1182: Klostervogtei Arolsen
- 1538 und Später: Heiliges Römisches Reich, Grafschaft Waldeck, Amt Mengeringhausen
- ab 1712:  Heiliges Römisches Reich, Fürstentum Waldeck, Amt Arolsen
- ab 1814: Fürstentum Waldeck, Oberamt der Diemel (Sitz in Arolsen)
- ab 1816: Fürstentum Waldeck, Oberjustizamt der Twiste (Sitz in Arolsen)
- ab 1850: Fürstentum Waldeck-Pyrmont (ab 1848), Kreis der Twiste (Sitz bis 1857 in Mengeringhausen, dann in Arolsen)[Anm. 1]
- ab 1867: Fürstentum Waldeck-Pyrmont (Akzessionsvertrag mit Preußen), Kreis der Twiste
- ab 1919: Deutsches Reich, Freistaat Waldeck, Kreis der Twiste
- ab 1929: Deutsches Reich, Freistaat Preußen, Provinz Hessen-Nassau, Regierungsbezirk Kassel, Kreis der Twiste
- ab 1942: Deutsches Reich, Freistaat Preußen, Provinz Hessen-Nassau, Regierungsbezirk Kassel, Landkreis Waldeck
- ab 1944: Deutsches Reich, Freistaat Preußen, Provinz Kurhessen, Landkreis Waldeck
- ab 1945: Amerikanische Besatzungszone, Groß-Hessen, Regierungsbezirk Kassel, Landkreis Waldeck
- ab 1946: Amerikanische Besatzungszone, Land Hessen, Regierungsbezirk Kassel, Landkreis Waldeck
- ab 1949: Bundesrepublik Deutschland, Land Hessen, Regierungsbezirk Kassel, Landkreis Waldeck
- ab 1974: Bundesrepublik Deutschland, Land Hessen, Regierungsbezirk Kassel, Landkreis Waldeck-Frankenberg, Gemeinde Twistetal[Anm. 2]

### Bevölkerung
Einwohnerstruktur 2011
Nach den Erhebungen des Zensus 2011 lebten am Stichtag dem 9. Mai 2011 in Gembeck 237 Einwohner. Darunter waren keine Ausländer.
Nach dem Lebensalter waren 39 Einwohner unter 18 Jahren, 87 waren zwischen 18 und 49, 63 zwischen 50 und 64 und 58 Einwohner waren älter.
Die Einwohner lebten in 99 Haushalten. Davon waren 24 Singlehaushalte, 30 Paare ohne Kinder und 36 Paare mit Kindern, sowie 6 Alleinerziehende und keine Wohngemeinschaften. In 18 Haushalten lebten ausschließlich Senioren und in 63 Haushaltungen leben keine Senioren.
Einwohnerentwicklung
 Quelle: Historisches Ortslexikon
| • 1541: | 12 Häuser |
| • 1620: | 16 Häuser |
| • 1650: | 4 Häuser  |
| • 1738: | 19 Häuser |
| • 1770: | 23 Häuser |

| Gembeck: Einwohnerzahlen von 1770 bis 2014 | Gembeck: Einwohnerzahlen von 1770 bis 2014 | Gembeck: Einwohnerzahlen von 1770 bis 2014 | Gembeck: Einwohnerzahlen von 1770 bis 2014 | Gembeck: Einwohnerzahlen von 1770 bis 2014 |
| --- | ------------------------------------------ | ------------------------------------------ | ------------------------------------------ | ------------------------------------------ |
| Jahr |                                            |                                            |                                            | Einwohner                                  |
| 1770 | 1770                                       |                                            | 173                                        | 173                                        |
| 1800 | 1800                                       |                                            | ?                                          | ?                                          |
| 1834 | 1834                                       |                                            | 227                                        | 227                                        |
| 1840 | 1840                                       |                                            | 229                                        | 229                                        |
| 1846 | 1846                                       |                                            | 240                                        | 240                                        |
| 1852 | 1852                                       |                                            | 237                                        | 237                                        |
| 1858 | 1858                                       |                                            | 261                                        | 261                                        |
| 1864 | 1864                                       |                                            | 273                                        | 273                                        |
| 1871 | 1871                                       |                                            | 258                                        | 258                                        |
| 1875 | 1875                                       |                                            | 275                                        | 275                                        |
| 1885 | 1885                                       |                                            | 282                                        | 282                                        |
| 1895 | 1895                                       |                                            | 292                                        | 292                                        |
| 1905 | 1905                                       |                                            | 305                                        | 305                                        |
| 1910 | 1910                                       |                                            | 294                                        | 294                                        |
| 1925 | 1925                                       |                                            | 303                                        | 303                                        |
| 1939 | 1939                                       |                                            | 318                                        | 318                                        |
| 1946 | 1946                                       |                                            | 452                                        | 452                                        |
| 1950 | 1950                                       |                                            | 436                                        | 436                                        |
| 1956 | 1956                                       |                                            | 384                                        | 384                                        |
| 1961 | 1961                                       |                                            | 360                                        | 360                                        |
| 1967 | 1967                                       |                                            | 345                                        | 345                                        |
| 1980 | 1980                                       |                                            | ?                                          | ?                                          |
| 1990 | 1990                                       |                                            | ?                                          | ?                                          |
| 2000 | 2000                                       |                                            | ?                                          | ?                                          |
| 2005 | 2005                                       |                                            | 282                                        | 282                                        |
| 2011 | 2011                                       |                                            | 237                                        | 237                                        |
| 2014 | 2014                                       |                                            | 234                                        | 234                                        |
| Datenquelle: Historisches Gemeindeverzeichnis für Hessen: Die Bevölkerung der Gemeinden 1834 bis 1967. Wiesbaden: Hessisches Statistisches Landesamt, 1968. Weitere Quellen: ; Gemeinde Twistetal; Zensus 2011 |                                            |                                            |                                            |                                            |

Religionszugehörigkeit
| • 1895: | 286 evangelische (= 97,95 %), 6 katholische (= 2,05 %) Einwohner  |
| • 1961: | 334 evangelische (= 92,78 %), 21 katholische (= 5,83 %) Einwohner |

### Bergbau
Westlich des Ortes befand sich eine Coelestingrube, das einzige große aufgeschlossene Vorkommen dieses Strontium-Minerals in Deutschland, hellblau und kristallin, in Dolomite der Zechsteinzeit eingebettet. Dieses Material wird für Feuerwerkskörper und zur Herstellung von Leuchtspurmunition verwandt. Die Grube ist nicht mehr in Betrieb.

## Vereine
- Sportverein SV60 Gembeck
- Männergesangverein MGV 1881
- Frauenchor Gembeck
- Singing Boots
- Freiwillige Feuerwehr Gembeck
- Burschenclub Gembeck
- Karnevalsgesellschaft Gembeck